# زيتا (حمص)
زيتا قرية تابعة لمنطقة القصير في محافظة حمص. تقع غرب مدينة حمص.
تتميز قرية زيتا المعروفة بقرية زيتا الغربية بموقعها الحدودي الجغرافي، حيث أنها تقع ضمن الحدود الجغرافية التابعة للأراضي السورية بينما سكانها يحملون الجنسية اللبنانية.

## أهم معالمها
تعد مغارة زيتا المكتشفة في عام 1995 بمنطقة القصير بحمص معلماً سياحياً مجهولاً للكثير من الناس ومفتقراً للكثير من الخدمات السياحية والخدمية. تم اكتشاف المغارة عن طريق الصدفة في عام 1995 نتيجة أعمال الحفريات التي كانت تقوم بها إحدى الشركات الإنشائية في المنطقة للحصول على الحجارة والصخور اللازمة لبناء جسم سد زيتا، وهذه المغارة مشابهة تماماً لمغارة جعيتا في لبنان من حيث شكل الصواعد والنوازل وهي تمتد نحو الداخل لمسافة 150 م بمناظر رائعة من الصواعد والنوازل والأحجار ذات الأشكال الفريدة وتعود لحوالي 80 مليون سنة قبل الميلاد بينما مغارة «جعيتا» في لبنان تعود لفترة 20 مليون سنة وذلك حسب تقرير الدراسة الجيوفيزيائية وتقرير مدى حالة الأمان اللذين قامت بوضعهما الهيئة العامة للاستشعار عن بعد.
وبعد اكتشافها طلبت محافظة حمص من جامعة حمص تشكيل لجنة لدراسة وضع المغارة وإعداد دراسة حول إمكانية استثمارها وتأمين المسارات الآمنة داخلها وذلك بالتعاون مع الهيئة العامة للاستشعار عن بعد ومديرية سياحة حمص قامت بعدها الجامعة بتكليف وحدة العمارة والإنشاء بكلية الهندسة المعمارية بمتابعة الموضوع كما تم تشكيل لجنة فنية من قبل محافظة حمص تضم ممثلا عن مديرية السياحة والآثار والمكتب الفني في المحافظة مهمته التعاون مع الوحدة للكشف على مغارة زيتا وبيان إمكانية ترميمها وتأهيلها سياحيا والإجراءات الفنية والإدارية الواجب اتخاذها.

### أقسام مغارة زيتا
تتألف مغارة زيتا من ثلاثة أقسام الأول مهدم تماماً والقسم الثاني نصف مهدم ويحوي على دلالات واضحة للصواعد والنوازل أما القسم الثالث فهو القسم السفلي ويحتوي على بركة في الأسفل وهو بوضع جيد ولا يزال يحتفظ بكافة معالمه من الصواعد والنوازل.
وتحتاج المغارة إلى تقييم ودراسة الفراغات الداخلية لها من حيث الحجم وتوضع التكوينات الطبيعية كالصواعد والنوازل كما يجب دراسة خط سير الحركة الداخلية بما يحقق الاستعراض الكامل لجميع النقاط الجمالية للمغارة والقيام بدراسة تدعيمية للمسارات والجدران والسقف بما يتناسب مع الطبيعة السياحية للمغارة ووضع دراسة للإضاءة الداخلية أحدث الطرق من حيث نوعها وتوضعها بما يتناسب مع مكامن الجمال في المغارة إضافة إلى حاجة المغارة إلى تسويقها سياحياً وتخديمها طرقياً لتسهيل وصول السياح إليها.